# Симеоновская церковь (Переславль-Залесский)
Симео́новская це́рковь — храм Переславского благочиния Переславской епархии Русской православной церкви в городе Переславле-Залесском.

## История
Церковь с главным престолом в честь святого Симеона Столпника существовала уже в начале XVII столетия. В патриарших окладных книгах под 1628 годом отмечено: «церковь Симеона Столпника, дани три алтына с денгою, десятильничих гривна».
В 1717 году при Симеоновской церкви устроена была тёплая церковь и освящена во имя святого Николая Чудотворца. В 1724 году во время великого пожара, от которого в Переславле сгорели «многия святыя церкви и множество дворов и торговые ряды, все без остатку», сгорела и Симеоновская церковь с тёплою трапезою. Из прошения, поданного в синодальный казённый приказ священником этой церкви Сергием Стефановым с приходскими людьми, видно, что при этой церкви было два придела: в честь Рождества Христова и Феодора Стратилата, что она «построена была обещанием блаженныя памяти царя Феодора Алексеевича», что вся церковная утварь сохранилась от пожара. Но вследствие «малоприходности» в 1726 году синодальный казённый приказ определил приписать Симеоновскую церковь к Сергиевской.
Священник, вопреки этому распоряжению, просил разрешить построить на погорелом месте новую церковь, ссылаясь на то, что выстроить её обещается прихожанин ратман Пётр Маликов, он же обещается довольствовать священнослужителей «против указу и духовнаго регламанту», что он, священник, имеет от своих прихожан «довольствие своё безнужное». Просьба священника была уважена, и в 1728 году церковь была выстроена и освящена протопресвитером Преображенского собора Феодором Потапьевым.
В 1771 году, с разрешения преосвященного Геннадия, епископа Переславского, на средства прихожан начата постройкою каменная церковь, сохранившая свой первоначальный наружный вид и до настоящего времени. Церковь эта пятиглавая, двухэтажная, алтарь имеет три выступа; посредине церковных стен идёт пояс, отделяющий верхний этаж от нижнего; по углам гладкие столбики, высеченные из кирпича; у окон наличники с карнизами, а над ними лепные лики Ангелов; у окон верхней церкви железные одиночные затворы. Алтарь отделяется от храма каменною стеною.
Престолов в церкви и в настоящее время, как и прежде, два: в верхней церкви во имя преподобного Симеона Столпника, в нижней во имя святого Алексия, человека Божия.
Почитаемые святыни храма — икона Казанской Божией Матери и икона Спиридона Тримифунтского с частичками мощей.